# 𢄂买县 (北𣴓省)
𢄂买县（越南语：／），又作助买县，又译“新市县”，是越南北𣴓省下辖的一个县。

## 县名释义
对应汉喃文为“𢄂買”，“𢄂”字的意思是“集市”，“买”字的意思是“新”，合起来就是名为“新”的“集市”，即“新市”。

## 地理
𢄂买县北接北𣴓市和白通县；西接太原省定化县和富良县；南接太原省洞喜县和武崖县；东接那夷县。

## 历史
法属时期，法国殖民政府在此设立𢄂买州。
2020年1月10日，𢄂买市镇和晏挺社合并为同心市镇，清平社和农盛社合并为清盛社。

## 行政区划
𢄂买县下辖1市镇13社，县莅同心市镇。
- 同心市镇（Thị trấn Đồng Tâm）
- 平文社（Xã Bình Văn）
- 高奇社（Xã Cao Kỳ）
- 和睦社（Xã Hòa Mục）
- 枚猎社（Xã Mai Lạp）
- 如故社（Xã Như Cố）
- 农下社（Xã Nông Hạ）
- 广洲社（Xã Quảng Chu）
- 新山社（Xã Tân Sơn）
- 清枚社（Xã Thanh Mai）
- 清盛社（Xã Thanh Thịnh）
- 清韵社（Xã Thanh Vận）
- 安居社（Xã Yên Cư）
- 安欣社（Xã Yên Hân）